# Вольт (конный спорт)
Вольт (от фр. volte — «поворот») — многозначный конноспортивный термин. В выездке вольтом называется описывание кругов шагом, рысью или галопом; вольтом также называется сам круг 6, 8 или 10 метров, исполняемый в тестах по выездке (для бо́льшего размера используется термин «круг» с указанием его диаметра). В конкуре вольтом именуется пересечение лошадью собственного следа в любом месте конкурного поля — такое поведение лошади трактуется как неповиновение лошади всаднику и штрафуется.